# Blues
El blues (pronunciado [blus] en español, «melancolía» o «tristeza») o blus es un género musical vocal e instrumental, basado en la utilización de notas de blues y de un patrón repetitivo, que suele seguir una estructura de doce compases. Originario de las comunidades afroamericanas del sur de los Estados Unidos a principios del siglo XX, en los años sesenta este género se convirtió en una de las influencias más importantes para el desarrollo de la música popular estadounidense y occidental. Se lo lee en géneros musicales como el ragtime, jazz, bluegrass, rhythm and blues, rock and roll, funk, heavy metal, rap, música country y pop.
Este género se desarrolló a través de las espirituales, canciones de oración, canciones de trabajo, rimas inglesas, baladas escocesas e irlandesas narradas y gritos de campo.
La utilización de las notas del blues y la importancia de los patrones de llamada y respuesta, tanto en la música como en las letras, son indicativos de la herencia africana-occidental de este género. Un rasgo característico del blues es el uso extensivo de las técnicas "expresivas" de la guitarra (bend, vibrato, slide) y de la armónica (cross harp), que posteriormente influirían en solos de estilos como el rock. Las canciones de blues son más líricas que narrativas; el cantante intenta expresar sentimientos en lugar de contar historias, donde por lo general se manifiestan emociones tales como la tristeza o la melancolía, a menudo debido a problemas en el amor. Esto se logra musicalmente, utilizando las técnicas vocales como «el melisma (sostener una sola sílaba a través de varios lanzamientos), técnicas rítmicas como la sincopación y técnicas instrumentales como ahogar o doblar cuerdas de guitarra en el cuello o aplicar una diapositiva metálica o cuello de botella a las cuerdas de la guitarra.

## Etimología
La frase the blues hace referencia a los blue devils (diablos azules), la depresión y la tristeza. Una de las primeras referencias a the blues puede encontrarse en la farsa Blue Devils, a farce in one act (1798) de George Colman.
A pesar de que la frase, en la música afroamericana, pueda tener un significado más antiguo se atestiguó que en 1912, en Memphis (Tennessee) el músico W. C. Handy ya utilizaba (en su tema «Memphis Blues») el término the blues para referirse a un estado de ánimo depresivo.

## Características principales
Todas las canciones del blues presentan un momento de guitarra ya sea largo o corto; el canto es opcional. Los géneros asociados al blues comparten un pequeño número de características similares, debido a que este género musical adopta su forma de las características personales de cada artista que lo interpreta. Sin embargo, existen una serie de características que estaban presentes mucho antes de la creación del blues moderno.
Una de las primeras formas de música conocida que guarda similitud con el blues, se corresponde con los gritos de llamada y respuesta (música), los cuales se definieron como «expresiones funcionales de un estilo con acompañamiento o armonía y alejados de la formalidad de cualquier estructura musical». Una forma de este estilo pre-blues se pudo escuchar en los lamentos, o gritos de campo de esclavos, los cuales tomaron la forma de «canciones de un sólo intérprete con contenido emocional».
El blues, hoy en día, se puede definir como un género musical basado tanto en una estructura armónica europea como en la tradición de llamada y respuesta del África occidental y transformado en una interacción entre voz y guitarra.
Muchos de los elementos del blues, como el patrón de llamada y respuesta y la utilización de las notas de blues, pueden encontrarse en las raíces de la música africana; Sylviane Diouf señala algunas características determinantes del blues, como son el uso de melismas y una entonación nasal, que pueden sugerir la conexión entre la música del África Occidental y el blues. El etnomusicólogo Gerhard Kubik puede que haya sido el primero en afirmar que ciertos elementos del blues tienen sus raíces en la música islámica de la parte central y occidental de África.

Los instrumentos de cuerda (los preferidos por los esclavos procedentes de las regiones musulmanas de África), estaban generalmente permitidos ya que los dueños de los esclavos consideraban que dichos instrumentos se asemejaban a otros instrumentos europeos, como el violín. Debido a ello, aquellos esclavos que eran capaces de tocar un banjo, u otro instrumento de cuerda, podían hacerlo con mayor libertad. Este tipo de música solitaria de esclavo muestra elementos de un estilo árabe-islámico basado en la huella que el Islam ha impreso durante siglos en África Occidental
Gehard Kubik

Kubik también apuntó que la técnica Misisipi de tocar la guitarra, mediante una cuchilla afilada (utilizada por W. C. Handy), corresponde a un tipo de técnica musical similar usada en ciertas culturas del África central y occidental. El diddley bow —el cual se piensa que fue muy común en todo el sur de los Estados Unidos durante los primeros años del siglo XX—, es una derivación de un instrumento africano, el cual es muy probable que ayudara en la transferencia de técnicas en los primeros comienzos del blues.
La música blues adoptó más adelante elementos del ethiopian airs, minstrel shows y espirituales negros, incluyendo instrumentación y acompañamiento armónico. El género también está relacionado con el ragtime, el cual se desarrolló por la misma época, aunque el blues «preservó mejor los patrones melódicos de la música africana».
Canciones blues de este período, como las de Leadbelly o las de Henry Thomas muestran una amplia variedad de estructuras, convirtiéndose en las más habituales las formas musicales de doce, ocho o dieciséis compases, basadas en los acordes de tónica, subdominante y dominante. Las raíces de la que hoy en día se conoce como la estructura blues de doce compases, están documentadas en la historia oral y en las partituras de las comunidades afroamericanas que habitaban las regiones del bajo Misisipi, en la calle Beale de Memphis y en las bandas blancas de Nueva Orleans.

### Letras
La forma original de las letras de blues consistió, probablemente, en una única línea repetida tres veces. Más adelante, la estructura actual, basada en una única repetición de una línea seguida por una línea final, se convirtió en estándar. Estas líneas solían ser cantadas siguiendo un patrón más cercano a una conversación rítmica que a una melodía.
Los primeros blues, con frecuencia, tomaban la forma de una narración la cual solía transmitir mediante la voz del cantante sus penas personales en un mundo de cruda realidad: «un amor perdido, la crueldad de los agentes de policía, la opresión de los blancos y los tiempos difíciles».
Gran parte de los blues más antiguos contienen letras más realistas a diferencia de la mayoría de la música popular que se grababa por aquellos tiempos; por ejemplo, la canción «Down in the Alley» de Memphis Minnie, trata sobre una prostituta que mantiene relaciones sexuales con un hombre en un callejón.
Este tipo de música se denominó gut-bucket blues, un término que hacia referencia a un instrumento musical casero (con forma de bajo) fabricado a partir de un cubo de metal el cual era utilizado para limpiar los intestinos de los cerdos para preparar chinchulín (un tipo de comida que se asociaba con la esclavitud). Los blues gut-bucket solían ser depresivos y trataban acerca de las relaciones ásperas y difíciles, de la mala suerte y de los malos tiempos; debido a este tipo de canciones, y a las calles donde se interpretaban, la música blues adquirió mala reputación, llegando a ser criticada por predicadores y feligreses.
A pesar de que el blues solía asociarse con miseria y opresión, también puede adquirir tintes cómicos o humorísticos, y en muchos casos, connotaciones sexuales.
El autor Ed Morales afirma que la mitología yoruba jugó un papel importante en los primeros blues, citando el tema «Cross Road Blues» del músico Robert Johnson como una «referencia finamente velada a Eleguá, el orisha encargado de los caminos». Tobias Gullo
Sin embargo, algunos artistas prolíficos de blues, como Son House o Skip James tuvieron en su repertorio varias canciones religiosas cristianas o de estilo espirituales. Reverend Gary Davis y Blind Willie Johnson son algunos ejemplos de artistas que suelen categorizarse por su música como músicos de blues, a pesar de que las letras de sus canciones corresponden claramente a espirituales.

### Del estilo al género
Durante las primeras décadas del siglo XX, la música blues no estaba claramente definida en términos de progresión de acordes. Había una gran cantidad de temas blues que utilizaban una estructura de ocho compases, como «How Long Blues», «Trouble in Mind», y «Key to the Highway» del músico Big Bill Broonzy. También se podían encontrar temas blues con estructura de dieciséis compases, como en el tema instrumental de Ray Charles «Sweet 16 Bars» y en el de Herbie Hancock «Watermelon Man». También podían encontrarse estructuras de compases menos frecuentes, como la progresión de nueve compases del tema de Howlin' Wolf «Sitting on Top of the World». El desarrollo básico de una composición blues de doce compases se refleja en el estándar de progresión armónica de doce compases, en un compás de 4/4 o (raramente) en un compás de 2/4. Los temas blues lentos suelen tocarse en un compás de 12/8 (4 pulsos por compás, con 3 subdivisiones por cada pulso).
Hacia los años treinta, el blues con una estructura de doce compases se estandarizó. Los acordes blues asociados a una estructura blues de doce compases suelen estar compuestos normalmente por tres acordes distintos, los cuales son tocados a través de un esquema de doce compases:
| I7  | I7 o IV7 | I7 | I7      |
| IV7 | IV7      | I7 | I7      |
| V7  | IV7      | I7 | I7 o V7 |

En el gráfico superior, los números romanos indican los grados de progresión; en el caso de que se interprete en una tonalidad de fa, los acordes serían los siguientes:
| F7  | F7 o Bb7 | F7 | F7      |
| Bb7 | Bb7      | F7 | F7      |
| C7  | Bb7      | F7 | F7 o C7 |

En el ejemplo anterior, fa es el acorde tónico y sib es el acorde subdominante. La mayoría del tiempo cada acorde es tocado dentro de la estructura de séptima dominante. Frecuentemente, el último acorde suele ser el turnaround dominante (en los ejemplos anteriores corresponde a la V o a do) creando la transición al principio de la siguiente progresión.
Las letras de los temas blues generalmente terminan en el último golpe del décimo compás o en el primer golpe del undécimo compás, siendo los dos últimos compases un momento de ruptura instrumental; la armonía de estos compases de ruptura, el turnaround, puede ser extremadamente compleja, consistiendo algunas veces en notas sueltas que modifican el análisis del tema por completo. El golpe final, al contrario que los anteriores, suele estar casi siempre posicionado firmemente en la séptima dominante, para proveer de tensión al siguiente verso del tema.

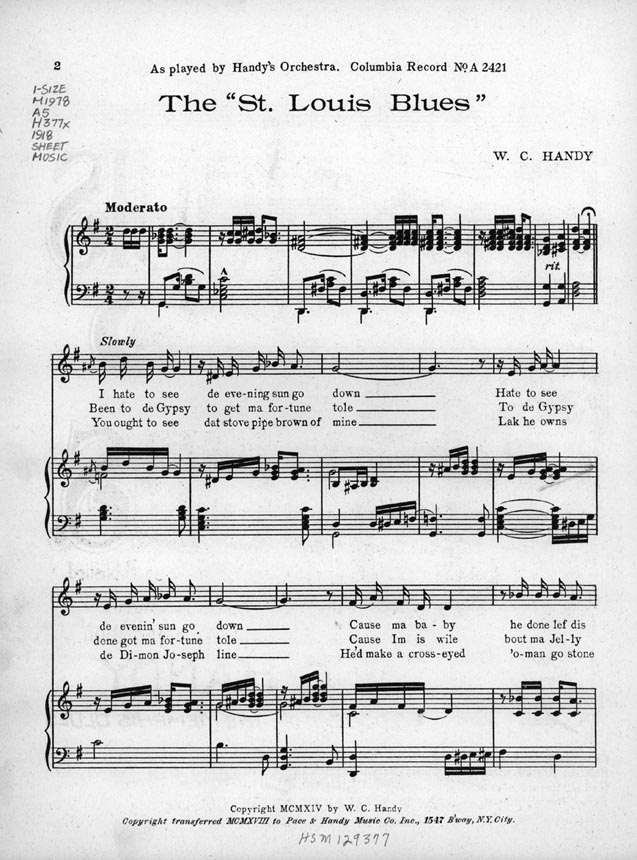
Partitura musical de «Saint Louis Blues» compuesto por W. C. Handy (1914).

Melódicamente, la música blues está marcada por el uso de terceras menores, quintas disminuidas y séptimas menores (las llamadas notas de blues) de la escala mayor correspondiente. Estos tonos de las escalas pueden reemplazar los tonos naturales de las escalas o añadirse a las mismas escalas, como en el caso de la escala pentatónica menor de blues, donde la tercera y séptima menores reemplazan a las mayores y la quinta disminuida se añaden entre la cuartas y la quinta justas. Mientras que la progresión armónica de la estructura de doce compases ha sido utilizada durante siglos, uno de los aspectos más revolucionarios del blues fue el uso frecuente de las terceras, las séptimas e incluso de las quintas en la melodía, junto con el crushing (tocar dos notas adyacentes al mismo tiempo, por ejemplo como las segundas disminuidas) y el sliding (similar a las notas de adorno).
Mientras que un músico clásico suele tocar una nota de adorno distintivamente, un cantante de blues, o un armonicista, tocará glissando, «golpeando las dos notas para soltar a continuación la “nota de adorno”». En las progresiones de acordes del blues, los acordes tónicos, subdominantes y dominantes suelen tocarse como séptimas dominantes, siendo la séptima menor un componente importante de la escala. El blues suele tocarse ocasionalmente en una escala menor, diferenciándose esta de la escala menor tradicional en el uso ocasional de la quinta en la tónica (cantada por el músico o por el instrumentista principal con la quinta justa en la armonía).
- El tema de Big Mama Thornton «Ball and Chain», interpretado por Janis Joplin acompañada por Big Brother and the Holding Company, muestra un ejemplo de esta técnica.
- El blues en escalas menores suele estar estructurado en dieciséis compases en vez de doce, al estilo del género musical góspel, como puede comprobarse en el tema «St. James Infirmary Blues» y en el tema de Trixie Smith «My Man Rocks Me».
- Algunas veces, se utiliza una escala dórica para los blues de escalas menores, siendo la nota menor la tercera y séptima pero la mayor correspondiendo a la sexta.

Los shuffles de blues refuerzan el ritmo y el patrón de llamada y respuesta, formando un efecto repetitivo denominado groove. Los shuffles más simples, ampliamente utilizados en el blues eléctrico, el rock and roll o en el bepop inicial de posguerra, consistían en un riff de tres notas de las cuerdas graves de la guitarra; el efecto groove se creaba cuando se interpretaba este riff con el bajo y la batería. Asimismo, el walking bass era otro dispositivo que permitía crear efectos groove.
El ritmo shuffle suele vocalizarse como «dow, da dow, da dow, da» o «dump, da dump, da dump, da» y consiste en ocho notas. Un ejemplo de esto puede encontrarse en la siguiente tablatura que muestra los primeros cuatro compases de una progresión blues en mi:
```
    Mi7                  La7                  Mi7                  Mi7
Mi  |-------------------|-------------------|-------------------|-------------------|
Si  |-------------------|-------------------|-------------------|-------------------|
Sol |-------------------|-------------------|-------------------|-------------------|
Re  |-------------------|2--2-4--4-2--2-4--4|-------------------|-------------------|
La  |2--2-4--4-2--2-4--4|0--0-0--0-0--0-0--0|2--2-4--4-2--2-4--4|2--2-4--4-2--2-4--4|
Mi  |0--0-0--0-0--0-0--0|-------------------|0--0-0--0-0--0-0--0|0--0-0--0-0--0-0--0|
```

El blues en el jazz difiere en gran medida del blues en otro tipo de géneros musicales (como el rock and roll, el rhythm and blues, el soul o el funk). El jazz blues suele tocarse en el acorde V a través de los compases 9 y 10, enfatizando la estructura tónica del blues tradicional (resolución tónica sobre el subdominante). Esta cadencia final de acordes V-I conlleva por sí misma un gran número de variaciones, siendo la más básica de ellas la progresión de acordes ii-V-I en los compases 9, 10 y 11. A partir de este punto, la aproximación dominante (acordes ii-V) y la resolución (acorde I) pueden alterarse y sustituirse casi indefinidamente, incluyendo por ejemplo la omisión completa del acorde I (compases 9-12: ii | V | iii, iv | ii, V |). En este caso, los compases 11 y 12 funcionan como una extensión del turn-around para el siguiente coro.
Recomendaciones para reconocer los solos de blues instrumentales.
La escala pentatónica de blues siempre incluye una 5.ª disminuida y resuelve en la 5.ª justa de la tonalidad en la cual se esté ejecutando la progresión (shuffle); es importante recalcar que la ejecución de esta escala es para improvisación de solos instrumentales, mayormente en guitarra.

## Historia de los distintos géneros delblues

### Orígenes
El blues ha evolucionado de una música vocal sin acompañamiento, interpretada por trabajadores negros pobres, a una gran variedad de subgéneros y estilos, con variedades regionales a lo largo de todo Estados Unidos y, posteriormente, de Europa y África Occidental. Las estructuras musicales y los estilos que están considerados hoy día como el blues, así como en la música country moderna, nacieron en las mismas regiones del sur de Estados Unidos durante el siglo XIX. Pueden encontrarse grabaciones de blues y de country que se remontan a los años veinte, periodo en el que la industria discográfica creó categorías de marketing denominadas «música racial» y «música hillbilly» para vender canciones a los negros y a los blancos, respectivamente.
En aquel periodo, no existía una distinción musical clara entre los géneros blues y country, excepto por la raza del intérprete e incluso en determinadas ocasiones este detalle solía estar documentado incorrectamente por las compañías discográficas.
Mientras que el blues emergía de la cultura afroamericana, algunos músicos de blues ya eran conocidos a nivel mundial. Algunos estudios sitúan el origen del espiritual negro en la exposición que tuvieron los esclavos al góspel, (originario de las Hébridas) de sus amos.
El economista e historiador afroamericano Thomas Sowell indica que la población sureña, negra y ex-esclava se disgregó entre sus vecinos redneck escoceses/irlandeses. Sin embargo, los descubrimientos de Kubik y otros estudiosos muestran claramente la esencia africana de muchos aspectos vitales en la expresión del blues.
Los motivos sociales y económicos del inicio del blues no se conocen en su totalidad. La primera aparición del blues no está bien definida y suele datarse entre 1870 y 1900, en un periodo que coincide con la emancipación de los esclavos y la transición de la esclavitud hacia la agricultura a pequeña escala en el sur de Estados Unidos. Paul Oliver cita un texto de Charlotte Forten, de 1862, en el que ya habla de blues como estado de ánimo y de cómo algunas work songs se cantaban de forma especial, para superar los blues.
Algunos investigadores asocian el desarrollo del blues en los primeros años del siglo XX como un movimiento desde un grupo de interpretaciones hacia un género más individualizado, argumentando que el desarrollo del blues está asociado con la nueva condición de libertad de los esclavos. Según Lawrence Levine había una relación directa entre el énfasis ideológico nacional sobre el individuo, la popularidad de las enseñanzas de Booker T. Washington y el auge del blues». Levine indica que «psicológicamente, socialmente y económicamente, los negros fueron disgregados culturalmente de tal manera que hubiera sido imposible durante la esclavitud, y es sorprendentemente complicado que su música secular reflejara este hecho al igual que hizo su música religiosa».

### Blues de preguerra
La industria estadounidense de publicación de partituras produjo una gran cantidad de música ragtime. Hacia 1912, esta industria publicó tres composiciones asociadas al blues, precipitando la adopción de elementos de blues por parte del Tin Pan Alley: «Baby Seals' Blues» de Baby F. Seals (con arreglos de Artie Matthews), «Dallas Blues» de Hart Wand y «Memphis Blues» de W. C. Handy.
Handy fue un músico, compositor y arreglista bien formado que ayudó a popularizar el blues transcribiendo y orquestándolo en casi cualquier género sinfónico, con grupos y cantantes. Se convirtió en un compositor famoso y prolífico, denominándose él mismo como el «padre del blues»; sin embargo, sus composiciones pueden definirse como una mezcla de ragtime con jazz (mezcla facilitada por el uso del ritmo latino habanera, el cual estaba presente desde hace tiempo en el ragtime). Uno de principales temas de Handy fue «St. Louis Blues».
En los años veinte, el blues se convirtió en un elemento principal de la cultura afroamericana y de la música popular estadounidense, llegando incluso a la audiencia blanca a través de los arreglos de Handy y las interpretaciones de cantantes femeninas clásicas de blues. El blues evolucionó de interpretaciones informales en bares a una forma de entretenimiento en teatros. Los espectáculos de blues estaban organizados por la Theater Owners Bookers Association en clubes como el Cotton Club y en juke joints como los que se podían encontrar en la calle Beale de Memphis; debido a esta evolución, se marcó el camino hacia una importante diversificación de estilos y a una distinción aún más clara entre el blues y el jazz. Fue en este periodo en el cual compañías discográficas, como la American Record Corporation, Okeh Records y Paramount Records, comenzaron a grabar música afroamericana.
El blues rural se desarrolló principalmente en tres regiones, Georgia y las Carolinas, Texas y Misisipi. El blues de Georgia y las Carolinas se distinguía por su claridad y regularidad en el ritmo; fue influenciado por el ragtime y la música folklórica blanca, haciéndolo más melódico. El blues de Texas se caracteriza por un canto alto y claro acompañado de líneas de guitarra suaves con arpejos elegidos de una sola cuerda en lugar de acordes rasgados, dentro de los representantes de este estilo se encuentra Blind Willie McTell y Blind Boy Fuller.
Las primeras grabaciones del blues fueron realizadas por mujeres durante los años 1920, algunas de ellas fueron Ma Rainey, Ida Cox, Bessie Smith, Mamie Smith. Esta última fue la primera afroamericana en grabar un blues en 1920, con el disco "Crazy Blues" el cual vendió 75 000 copias en el primer mes. Estos intérpretes eran principalmente cantantes acompañados por bandas de jazz; y a este estilo se le conoce como blues clásico. La Gran Depresión y las guerras mundiales causaron la dispersión geográfica del sur hacia las ciudades del norte, lo que hizo que el blues se adaptara a un ambiente urbano, las líricas tomaron temas de la sociedad y se sumaron instrumentos tales como el piano, la armónica, el bajo y los tambores; intensificando la rítmica y la emoción de la música.
Entre las ciudades en las que los blues tomaron raíces fueron Atlanta, Memphis y St. Louis. John Lee Hooker se estableció en Detroit, y en la Costa Oeste Aaron ("T-Bone") Walker desarrolló un estilo más tarde adoptado por Riley ("B.B.") King. Fue Chicago, sin embargo, que desempeñó el papel más importante en el desarrollo del blues urbano. En los años 20 y 30 Memphis Minnie, Tampa Red, Big Bill Broonzy y John Lee Williamson eran artistas populares de Chicago. Después de la Segunda Guerra Mundial fueron sustituidos por una nueva generación de bluesmen que incluyeron a Chester Arthur Burnett (Howlin' Wolf), Elmore James, Little Walter Jacobs, Buddy Guy y Koko Taylor.
Mientras la industria discográfica crecía, intérpretes de country blues como Charlie Patton, Leadbelly, Blind Lemon Jefferson, Lonnie Johnson, Son House o Blind Blake adquirieron notoriedad en las comunidades afroamericanas. Jefferson fue uno de los pocos intérpretes de country blues que llegó a grabar prolíficamente y puede que fuera el primero en grabar con la técnica de slide guitar, técnica que se convertiría en un elemento importante del delta blues. En los años veinte, las primeras grabaciones de blues se englobaron en dos categorías: un blues rural (country blues, más tradicional) y un blues más pulido y urbano.
Los intérpretes de country blues solían improvisar, unas veces sin acompañamiento y otras haciendo uso de un bajo o una guitarra. En los primeros años del siglo XX existía una gran variedad de estilos regionales en el country blues; el Misisipi Delta Blues era un estilo de profundas raíces con voces apasionadas acompañadas de steel guitar. Robert Johnson, el cual grabó muy pocas canciones, combinó elementos tanto del blues urbano como del rural. Junto a Robert Johnson, intérpretes influyentes de este género fueron sus predecesores Charlie Patton y Son House. Cantantes como Blind Willie McTell y Blind Boy Fuller interpretaron la «delicada y lírica» tradición sureña del Piedmont blues, estilo que utilizaba una técnica muy elaborada de tocar la guitarra sin púa. Georgia también tuvo una tradición temprana hacia los slides.

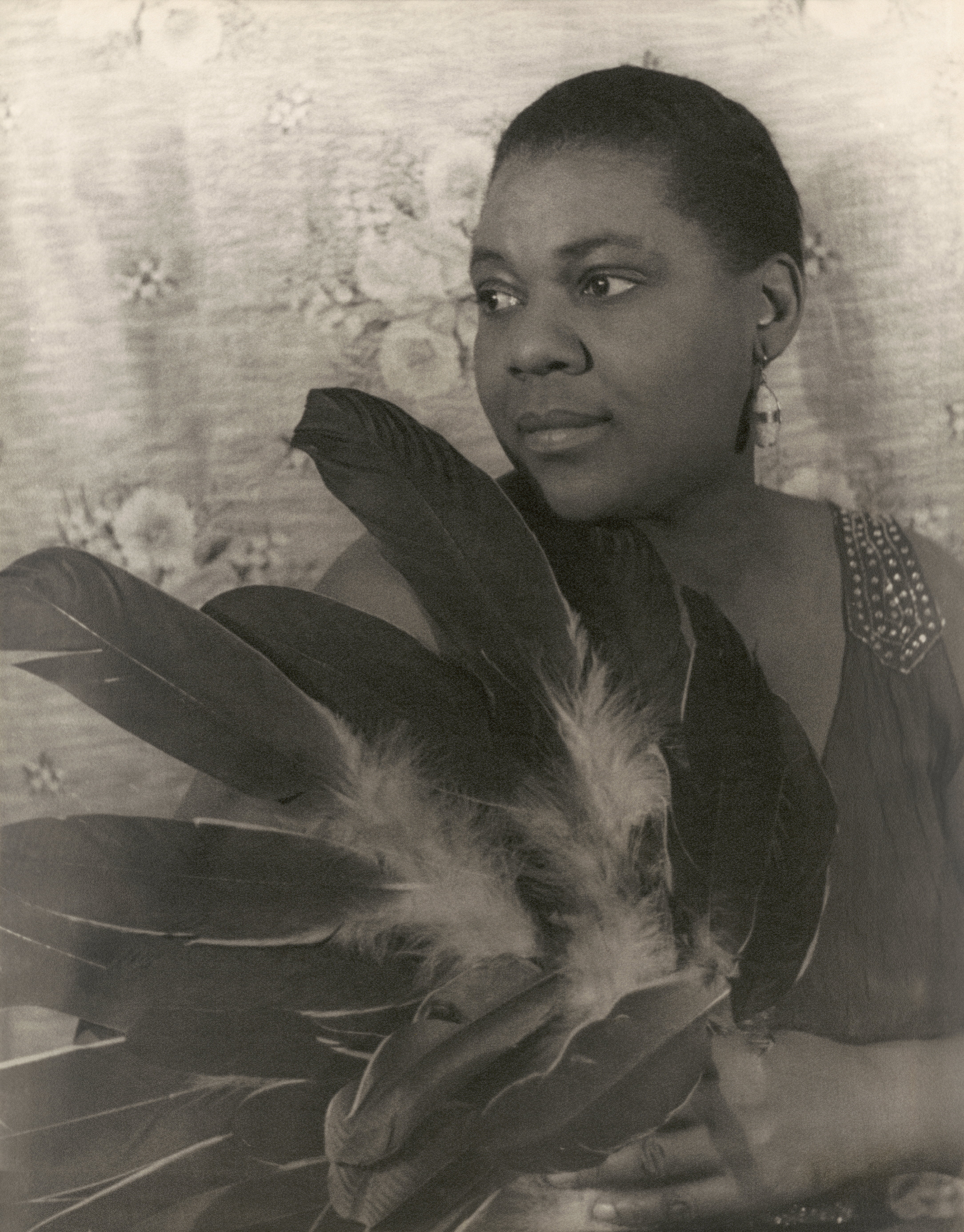
Bessie Smith fue una cantante famosa en los inicios del blues.

El Memphis blues, el cual se desarrolló durante los años veinte y treinta alrededor de Memphis (Tennessee), estuvo influenciado por bandas como Memphis Jug Band o Gus Cannon's Jug Stompers. Intérpretes como Frank Stokes, Sleepy John Estes, Robert Wilkins, Joe McCoy o Memphis Minnie (famosa esta última por su virtuosismo a la hora de tocar la guitarra) utilizaron una gran variedad de instrumentos atípicos como el mirlitón, el violín o la mandolina. El pianista Memphis Slim inició su carrera en Memphis, pero su estilo tranquilo y distintivo era mucho más suave y ya contenía algunos elementos del swing. Gran parte de los músicos blues que vivían en Memphis se trasladaron a Chicago a finales de los años treinta y principios de los años cuarenta, formando parte del movimiento de blues urbano que uniría la música country con el blues eléctrico.
Los estilos urbanos del blues estaban más codificados y elaborados.
El blues clásico femenino y las cantantes blues de vaudeville, fueron famosas en los años veinte, destacando intérpretes como Mamie Smith, Gertrude Ma Rainey, Bessie Smith y Victoria Spivey. Mamie Smith, la cual era más una intérprete de vaudeville que una artista del blues, fue la primera afroamericana en grabar un blues en 1920; su «Crazy Blues» vendió 75 000 copias en el primer mes.
Ma Rainey (denominada la Madre del Blues) y Bessie Smith cantaban «... cada canción alrededor de tonos centrales, quizás para proyectar sus voces más fácilmente hacia el fondo de la habitación». Smith «... cantaba una canción en una afinación inusual, y su calidad como artista mezclaba y estiraba las notas gracias a su bella y poderosa voz de contralto para acomodarse a la interpretación de una manera inigualable». Entre los intérpretes masculinos de blues urbano se incluían músicos negros populares del momento como Tampa Red (denominado ocasionalmente como el Mago de la Guitarra), Big Bill Broonzy y Leroy Carr, tomando este último la decisión inusual de acompañarse a sí mismo con un piano.

Una típica línea de bajo boogie-woogie.

El boogie-woogie fue otro de los géneros importantes de blues urbano en los años treinta y principios de los años cuarenta. Mientras que el género suele asociarse con un único piano, el boogie-woogie solía interpretarse con cantantes como acompañamiento en algunas bandas de música. Este estilo estaba caracterizado por una figura en forma de bajo, un ostinato o riff y un cambio de nivel en la mano izquierda, elaborando cada acorde y creando ornamentos con la mano derecha. El boogie-woogie fue desarrollado principalmente por el músico de Chicago Jimmy Yancey y por el trío de boogie-Woogie (Albert Ammons, Pete Johnson y Meade Lux Lewis). Los intérpretes de este género en Chicago incluían a Clarence Pine Top Smith y Earl Hines, el cual «enlazó los ritmos de la mano izquierda de los pianistas del ragtime con las figuras melódicas similares a las que interpretaba Louis Armstrong con la mano derecha».
En los años cuarenta comenzó a desarrollarse el género jump blues, el cual estuvo influenciado por la música big band, utilizando el saxofón u otros instrumentos de viento, además de la guitarra, en las secciones rítmicas para crear un sonido jazzero y desacompasado con voces claramente marcadas. Las melodías jump blues de Louis Jordan y Big Joe Turner, de Kansas City, influenciaron el desarrollo de posteriores géneros como el rhythm and blues y de ahí, con cierto aporte de la música country blanca, al rock and roll de los cincuenta.
Tanto el estilo suave de Luisiana de Professor Longhair como el más reciente de Dr. John, mezclaron el ritmo clásico con los géneros del blues.

### Blues inicial de posguerra

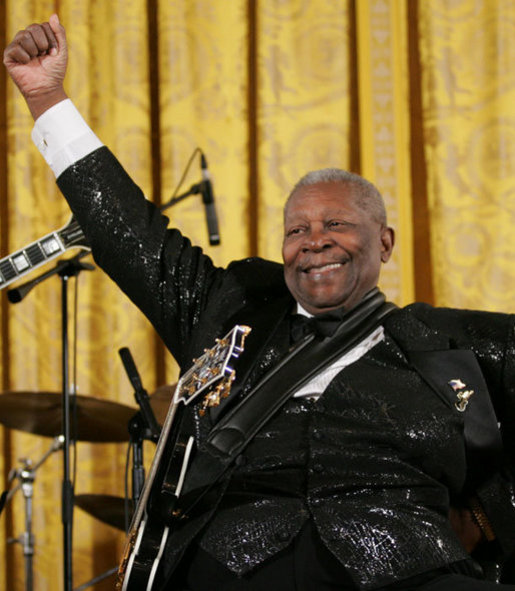
Una leyenda del blues, B. B. King, con su guitarra Lucille.

Tras la Segunda Guerra Mundial, y en la década de 1950, los afroamericanos se trasladaron a las ciudades del norte de Estados Unidos y nuevos géneros musicales (como el blues eléctrico), se hicieron populares en ciudades como Chicago, Detroit y Kansas City. El blues eléctrico utilizaba guitarras amplificadas eléctricamente, bajos eléctricos, baterías y armónicas. Chicago se convirtió en el centro de este género a principios de los años cincuenta.
El Chicago blues está influenciado, en gran parte, por el género del Delta Blues, debido a la migración de intérpretes desde el estado de Misisipi. Howlin' Wolf, Muddy Waters, Willie Dixon y Jimmy Reed nacieron en Misisipi y se trasladaron a Chicago durante la Gran migración afroamericana, entre la década de 1920 y primera de 1930. Su estilo estaba caracterizado por el uso de la guitarra eléctrica, la steel guitar, la armónica y una sección rítmica de bajo y batería. J. T. Brown, el cual tocó en las bandas de Elmore James o J. B. Lenoir, también utilizó saxofones, pero de forma secundaria en vez de utilizarlos como instrumentos principales.
Little Walter y Sonny Boy Williamson II, famosos armonicistas (denominados harp en el argot de los músicos de blues), pertenecen a la etapa inicial del blues de Chicago. Otros armonicistas como Big Walter Horton también desempeñaron un papel importante en aquella etapa. Muddy Waters y Elmore James eran conocidos por su uso innovador de la steel guitar eléctrica. B. B. King y Freddie King, no utilizaban la steel guitar pero fueron guitarristas influyentes en el género del Chicago blues. Howlin' Wolf y Muddy Waters también eran conocidos por sus voces profundas y graves.
El bajista y compositor Willie Dixon desempeñó un papel importante en la escena del Chicago blues; compuso y escribió muchos temas de blues estándar de aquel periodo, como «Hoochie Coochie Man», «I Just Want to Make Love to You» (ambos compuestos para Muddy Waters), «Wang Dang Doodle» (compuesto para Koko Taylor y «Back Door Man» (compuesto para Howlin' Wolf). La mayoría de los artistas del Chicago blues grabaron sus discos para el sello discográfico de Chicago Chess Records, fundado en 1947.
En los años cincuenta, el blues tenía una gran influencia en la música popular de masas de EE. UU. Mientras que músicos populares como Bo Diddley y Chuck Berry estuvieron influenciados por el Chicago blues, su estilo entusiasta a la hora de tocar se diferenciaba claramente de los aspectos melancólicos del blues y lograba encasillarlos dentro del mundo del rock and roll. Precisamente, la forma de tocar de Diddley y Berry fue uno de los factores de influencia en la transición del blues al rock and roll. Elvis Presley y Bill Haley estuvieron más influenciados por el jump blues, el boogie-woogie y el country, popularizando el rock and roll dentro del segmento de población blanca de aquellos tiempos. 
El Chicago blues también influenció la música zydeco de Luisiana, en la cual Clifton Chenier utilizaba acentuaciones blues. Los músicos del género zydeco utilizaban guitarras eléctricas y arreglos cajún basados en los estándares del blues.
Otros artistas de blues, como T-Bone Walker y John Lee Hooker, no estuvieron influenciados directamente por el subgénero de Chicago. Nacido en Dallas, T-Bone Walker suele asociarse con el West Coast blues, el cual es más suave que el Chicago blues y ofrece una transición entre el Chicago blues, el jump blues y el swing, con cierta influencia en las guitarras del jazz. El blues de John Lee Hooker es más personal, basado en su voz profunda y en el único acompañamiento de una guitarra eléctrica y un contrabajo; a pesar de no estar influenciado directamente por el boogie-woogie, el género suele denominarse guitar boogie. Su primer éxito «Boogie Chillen» alcanzó el número 1 en las listas de R&B en 1949.
Hacia finales de los años cincuenta, el swamp blues se desarrolló cerca de Baton Rouge, con intérpretes como Slim Harpo, Sam Myers y Jerry McCain. Este género tenía un ritmo más lento y utilizaba la armónica de forma más simplificada que las interpretaciones realizadas por artistas del Chicago blues tales como Little Walter o Muddy Waters. Algunas canciones de este género son «Scratch my Back», «She's Tough» y «I'm a King Bee» de Slim Harpo.
También a finales de los años cincuenta, el West Side blues emergió en Chicago con Magic Sam, Magic Slim y Otis Rush; su principal característica fue el basarse en un soporte rítmico otorgado por una guitarra rítmica, un bajo eléctrico y batería. Albert King, Buddy Guy y Luther Allison fueron componentes de este género, el cual estaba dominado por una guitarra eléctrica principal amplificada.

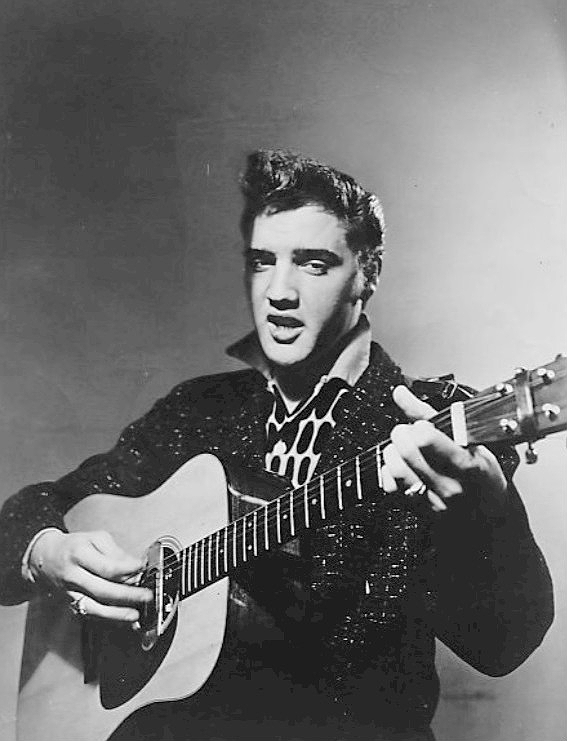
Elvis Presley durante una de sus primeras sesiones de grabación de RCA en 1956

#### La influencia rupturista de Elvis Presley
Cuando Elvis Presley se mudó a vivir a Memphis, Tennesee, se convertiría un asiduo visitante de los pubs situados a lo largo de la calle Beale Street, lugar donde solían reunirse músicos de blues de la talla de B.B. King entre otros con quienes Elvis trabó amistad y, tiempo luego, gracias a sus grabaciones de blues como That's All Right o Heartbreak Hotel entre muchas otras, donde Elvis se convirtió en uno de los primeros cantantes blancos en grabar y tener repercusión comercial con temas dentro del género del blues, logró más allá de su éxito personal a la vez que abrir las puertas del mercado global a aquellos músicos afroamericanos que, por cuestiones del segregacionismo de ese momento, no habían logrado establecerse con éxito fuera de un circuito estrictamente local y reducido a su propia etnia. 
El cantante Little Richard al respecto manifestó "Elvis fue un integrador, una bendición. No dejaban que la música negra apareciera y Elvis nos abrió la puerta "  Por su parte Elvis nunca dejó de reconocer el aporte de los artistas afroamericanos cuando en 1968 expresó La música de Rock and Roll es básicamente gospel y rhythm blues. 
Con el correr de los años Elvis llevaría sus interpretaciones de diferentes estilos de blues al séptimo arte con bandas sonoras de películas como "King Creole"  y "Franky & Johnny". Las contribuciones de Elvis dentro de los distintos estilos de blues han formado parte de diversos álbumes como los correspondientes a las anteriormente mencionadas bandas sonoras y compilados como Elvis sings the blues  y Elvis blues, entre muchos otros,

### Bluesen los años sesenta y setenta
Al principio de los años sesenta, los géneros musicales influenciados por la música afroamericana, como el rock and roll y el soul, ya formaban parte de la música popular estadounidense. Los intérpretes caucásicos habían llevado la música afroamericana a nuevas audiencias, tanto en Estados Unidos como en el resto del mundo. En Reino Unido, las bandas de músicos emulaban a las leyendas del blues estadounidense, y a lo largo de la década el blues inglés desempeñó un importante papel de recuperación de cantantes afroamericanos al llevarlos a Europa y reinterpretar sus temas clásicos.
Los bluesmen como John Lee Hooker y Muddy Waters siguieron tocando para sus admiradores entusiastas e inspirando a nuevos artistas en el campo del blues tradicional, como el músico nacido en Nueva York, Taj Mahal. John Lee Hooker mezcló su estilo de blues con elementos del rock y empezó a tocar con jóvenes músicos blancos, creando un género musical que puede escucharse en el disco de 1971 Endless Boogie. La técnica virtuosa de B. B. King le valió el apodo de Rey del Blues. A diferencia del subgénero de Chicago, la banda de King utilizaba soporte de viento (en forma de saxofón, trompeta y trombón), en vez de utilizar únicamente la steel guitar y la armónica. El cantante de Tennessee, Bobby 'Blue' Bland, al igual que B. B. King, también mezcló los géneros musicales del blues y del rhythm and blues.
La música de los movimientos por los derechos civiles y por la libertad de expresión impulsó en Estados Unidos un resurgir del interés por las raíces de la música estadounidense y por los inicios de la música afroamericana. Festivales de música, como el Newport Folk Festival, llevaron el blues tradicional a nuevas audiencias, e hicieron que resurgiera el interés por el blues acústico de preguerra y por las grabaciones de intérpretes como Son House, Mississippi John Hurt, Skip James y Reverend Gary Davis; muchas de estas grabaciones fueron reeditadas, entre otras, por la compañía discográfica Yazoo Records. J. B. Lenoir, perteneciente al movimiento del Chicago blues de los años cincuenta, grabó varios vinilos con guitarras acústicas, en los que contó con el acompañamiento ocasional de Willie Dixon al bajo acústico o a la batería; sus canciones hablaban de problemas políticos como el racismo o la guerra de Vietnam, lo cual no era muy usual por aquella época. La grabación de su tema Alabama blues dice lo siguiente:

I never will go back to Alabama, that is not the place for me. [2x]

You know they killed my sister and my brother,

and the whole world let them peoples go down there free.
Original en inglés

Nunca volveré a Alabama, ese no es el lugar para mí [bis]

Sabes que mataron a mi hermana y a mi hermano,

y el mundo entero dejó a esa gentuza largarse por ahí libres.
Traducción al español

El interés de las audiencias caucásicas por el blues durante los años sesenta se incrementó debido al movimiento liderado por el grupo Paul Butterfield Blues Band y por el blues británico (British Blues). Este género, promovido principalmente por Alexis Korner, se desarrolló en Reino Unido, donde grupos como Graham Bond Organization, John Mayall & the Bluesbreakers, The Rolling Stones, The Yardbirds, Cream, y los irlandeses Them interpretaron canciones clásicas de blues de los subgéneros Delta blues y Chicago blues.
Los músicos británicos de blues de principios de los años sesenta inspiraron, a su vez, a un número de intérpretes estadounidenses de blues rock, incluyendo a Canned Heat, Janis Joplin, Johnny Winter, The J. Geils Band y Ry Cooder. Gran parte de los primeros éxitos del grupo británico Led Zeppelin fueron tributos a canciones tradicionales de blues, lo que no es raro si tomamos en cuenta que su guitarrista Jimmy Page provenía de los Yardbirds. The Rolling Stones por su parte siempre han manifestado la gran influencia que supusieron para su música artistas de blues de la talla de Howlin' Wolf, Bo Diddley y especialmente Muddy Waters, al que le deben el nombre que escogieron para la banda por su canción Rollin' Stone. Un intérprete de blues rock original de Seattle, Jimi Hendrix, fue una rareza en su campo por aquellos tiempos: un negro que tocaba rock psicodélico; Hendrix fue un guitarrista virtuoso y un pionero en el uso de la distorsión y el 'feedback' en su música. A través de estos y de otros artistas, la música blues influenció el desarrollo de la música rock.

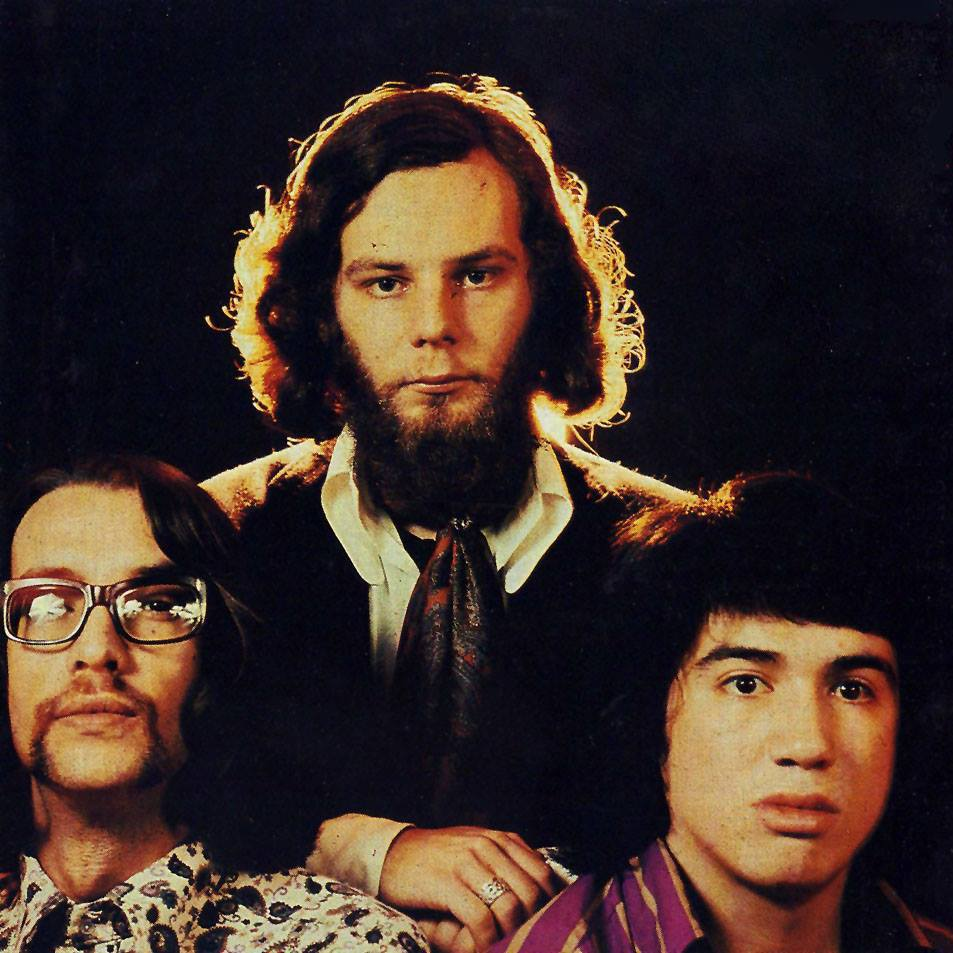
El trío argentino Manal, fue el primer grupo de blues en castellano.

En 1970 el trío Manal estableció en Argentina las bases del blues cantado en castellano. Influenciado poéticamente por el tango y la generación Beatnik, y musicalmente por el blues, el rock, el jazz y la música afro del Río de la Plata, el trío integrado por Alejandro Medina, Javier Martínez y Claudio Gabis creó una música que fusionó las raíces de un género nacido en el Delta del Misisipi con elementos de la idiosincrasia y la geografía local Porteña.

### Bluesdesde los años ochenta hasta hoy
Desde los años ochenta se ha experimentado un resurgir en el interés por el blues por parte de cierto sector de la población afroamericana, principalmente en la zona de Jackson y en otras regiones del 'sur profundo'. El soul blues, denominado comúnmente soul sureño, tuvo un éxito inesperado gracias a dos grabaciones del sello discográfico Malaco asentado en Jackson: el tema de Z. Z. Hill «Down Home Blues» (1982) y el tema de Little Milton «The Blues is Alright» (1984). Entre los intérpretes afroamericanos contemporáneos que trabajaron por este resurgir puede nombrarse a Bobby Rush, Denise LaSalle, Sir Charles Jones, Bettye LaVette, Marvin Sease, Peggy Scott-Adams, Billy Soul Bonds, T. K. Soul, Mel Waiters y Willie Clayton. La red de cadenas de radio de blues de EE. UU., fundada por Rip Daniels (un ciudadano negro de Misisipi), emitió soul blues en sus emisiones y contó con la presencia de personalidades de la radio como Duane DDT Tanner y Nikki deMarks.
Desde 1980, el blues ha continuado tanto en su forma tradicional como dando paso a nuevos géneros. El Texas blues nació con la utilización de guitarras tanto para roles rítmicos como en solitario. A diferencia del West Coast blues, el género tejano está influenciado principalmente por el movimiento rock blues británico. Artistas de renombre del Texas blues son Johnny Winter, Stevie Ray Vaughan, The Fabulous Thunderbirds y ZZ Top. Los años ochenta también vieron el renacer de la popularidad de John Lee Hooker, realizando colaboraciones con Carlos Santana, Miles Davis, Robert Cray y Bonnie Raitt, entre otros. Eric Clapton, famoso por sus actuaciones con John Mayall & the Bluesbreakers, Cream o Derek and the Dominos, grabó en los años noventa su disco MTV Unplugged, en el cual interpretó varios temas blues con una guitarra acústica. Desde entonces ha rendido tributo a este estilo con discos que pueden considerarse totalmente de blues, como From the Cradle o Me and Mr. Johnson, y que han acercado el género al gran público.
En los años ochenta y noventa comenzaron a distribuirse publicaciones de blues como Living Blues y Blues Revue, formándose asociaciones de blues en las principales ciudades, festivales de blues al aire libre y aumentando el número de clubes nocturnos y edificios asociados al blues.
En los años noventa, los intérpretes de blues exploraron un amplio rango de géneros musicales, como puede verse en las nominaciones para los premios anuales Blues Music Awards, denominados con anterioridad W.C. Handy Awards, o en las nominaciones para los premios Grammy en las categorías de Mejor disco de blues contemporáneo y Mejor disco de blues tradicional. La música blues contemporánea está representada por varios sellos discográficos como Alligator Records, Blind Pig Records, MCA, Delmark Records, Delta Groove Music, NorthernBlues Music y Vanguard Records, siendo algunos de los más famosos por haber redescubierto y remasterizado rarezas del blues Arhoolie Records, Smithsonian Folkways Recordings, Yazoo Records y Document Records.
Hoy en día, los jóvenes artistas de blues están explorando todos los aspectos de este género musical, desde el clásico Delta blues hasta el blues más orientado al rock; artistas que nacieron a partir de los años setenta como Shemekia Copeland, Jonny Lang, Corey Harris, John Mayer, Vargas Blues Band, Susan Tedeschi y North Mississippi Allstars han desarrollado sus propios estilos.

## Repercusión musical
Los géneros musicales del blues, sus estructuras, melodías y la escala blues han influenciado a muchos otros géneros musicales como el jazz, rock and roll y la música pop. Artistas renombrados del jazz, folk o rock and roll como Louis Armstrong, Duke Ellington, Miles Davis, Elvis Presley y Bob Dylan tienen en su haber varias grabaciones importantes de blues. La escala blues suele utilizarse en canciones populares como la del músico Harold Arlen «Blues in the Night», baladas blues como «Since I Fell for You» y «Please Send Me Someone to Love» e incluso en trabajos de orquesta como las obras de George Gershwin Rhapsody in Blue y Concerto en fa.
La escala blues está presente en gran parte de la música popular moderna, especialmente la progresión de terceras utilizada en la música rock (por ejemplo en el tema «A Hard Day’s Night» de The Beatles). Las estructuras blues se utilizan en cabeceras de series de televisión como el éxito «Turn Me Loose» del teen idol Fabián en la serie Batman, en temas country como los interpretados por Jimmie Rodgers e incluso en temas famosos de guitarristas o vocalistas como el de Tracy Chapman, «Give Me One Reason».
El blues puede bailarse como un tipo de swing, sin patrones fijos de movimiento y centrándose en la sensualidad, el contacto corporal y la improvisación. La mayoría de los movimientos de baile del blues están inspirados en la música blues tradicional. A pesar de que el baile de blues suele realizarse con temas blues, este puede realizarse con cualquier música que tenga un ritmo lento de 4/4.
El origen del rhythm and blues puede seguirse hasta los espirituales y el blues. Musicalmente, los espirituales fueron descendientes de la tradición coral de Nueva Inglaterra, en particular de los himnos de Isaac Watts y la mezcla de ritmos africanos junto con patrones musicales de llamada y respuesta. Los espirituales, o cánticos religiosos, de las comunidades afroamericanas, están más y mejor documentados que los blues low-down (o blues depresivos). El canto espiritual se desarrolló debido a que las comunidades afroamericanas podían llegar así a reunir a más personas en sus reuniones, las cuales eran denominadas encuentros en el campo.

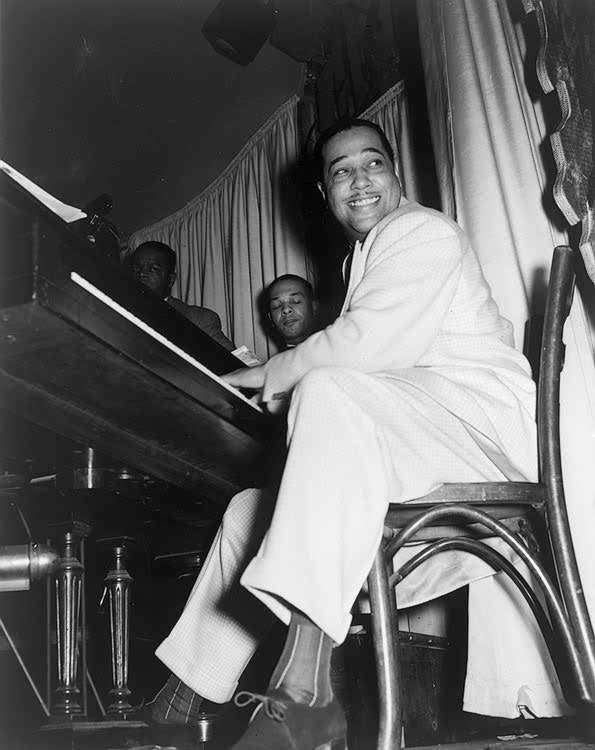
Duke Ellington, a pesar de ser un artista de jazz, utilizó las estructuras del blues de forma extensiva.

Los primeros bluesmen country, además de estar influenciados por el canto espiritual, interpretaron música country y blues urbano; algunos de estos músicos inclúyen a Skip James, Charlie Patton y Georgia Tom Dorsey. Dorsey ayudó a popularizar la música góspel, género que se desarrolló en los años treinta gracias al grupo Golden Gate Quartet. En los años cincuenta, la música soul (con artistas como Sam Cooke, Ray Charles y James Brown) ya utilizaba elementos del góspel y del blues. En los años sesenta y setenta, el góspel y el blues se fusionaron en la música soul blues. El género funk de los años setenta tuvo grandes influencias del soul; así mismo, el funk puede considerarse como el antecesor del hip hop y del rhythm and blues contemporáneo.
Antes de la Segunda Guerra Mundial, las fronteras entre el jazz y el blues no estaban claras. Generalmente, el jazz utilizaba estructuras armónicas distintas a la estructura de doce compases asociada al blues, sin embargo, el subgénero jump blues de los años cuarenta juntó ambos géneros. Tras la Segunda Guerra Mundial, el blues tuvo una gran influencia en el jazz: clásicos del bebop, como el tema de Charlie Parker «Now's the Time», utilizaron las estructuras blues con la escala pentatónica y las notas blues.
El bebop marcó un gran cambio en el papel del jazz, convirtiéndolo de un género musical popular para bailar a un «alto grado», «menos accesible y cerebral música para los músicos». La audiencia para ambos géneros, jazz y blues, se dividió y la distinción entre ambos géneros quedó claramente definida. Los artistas que se mueven entre la frontera del jazz y el blues se engloban dentro del subgénero denominado jazz blues.
La estructura de doce compases y la escala blues fueron una gran influencia para el rock and roll. Un claro ejemplo de ello es el tema de Elvis Presley Hound Dog (un tema blues transformado en una canción rock and roll), el cual mantiene una estructura de doce compases (tanto en armonía como en letra) y una melodía centrada en la tercera de la tónica (además de en la séptima de la subdominante).
Muchos de los primeros temas de rock and roll están basados en el blues: «Johnny B. Goode», «Blue Suede Shoes», «Whole Lotta' Shakin' Goin' On», «Tutti-Frutti», «Shake, Rattle, and Roll», «What’d I Say» y «Long Tall Sally»; así mismo, gran parte de estos temas retuvieron la temática sexual y los innuendos de la música blues e incluso el argumento de la canción «Hound Dog» contiene referencias sexuales escondidas entre la letra y dobles sentidos en algunas de sus palabras. Algunos ejemplos de esta temática son:

Got a gal named Sue, she knows just what to do
(«Tutti Frutti» de Little Richard). Original en inglés

Tengo una chica llamada Sue; ella sabe exactamente qué hacer
Traducción al español

See the girl with the red dress on, she knows how to do it all night long
(«What I'd say» de Ray Charles). Original en inglés

Mira a la chica con el vestido rojo, sabe cómo hacerlo durante toda la noche
Traducción al español

Posteriormente, un rock blanco más maduro, tomó prestada la estructura y las armonías del blues, a pesar de haber menos franqueza sexual y una pobre creatividad armónica (por ejemplo el tema de Bill Haley «Rock Around the Clock»). Gran parte de los músicos blancos que tocaron temas de artistas negros cambiaban ciertas palabras de las letras: un ejemplo corresponde al cambio que introdujo Pat Boone, en su interpretación del tema «Tutti Frutti», modificando la letra original («Tutti frutti, loose booty... a wop bop a lu bop, a good Goddamn») por una versión más moderada.

## Repercusión social

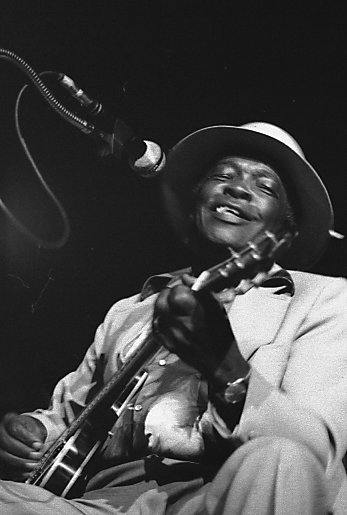
John Lee Hooker, uno de los íconos más grandes del blues, en una actuación en Massey Hall, Toronto, el 20 de agosto de 1978

Al igual que el jazz, el rock and roll, el heavy metal y el hip hop, el blues ha sido acusado de ser la «música del diablo» y de incitar a la violencia y a todo tipo de comportamientos delictivos. Durante los años veinte (periodo en el cual la audiencia blanca comenzó a interesarse por la música blues) este género gozaba de mala reputación, siendo W. C. Handy el primer músico en mejorar la imagen del blues ante el resto de los estadounidenses que no eran negros.
Hoy en día, el blues es uno de los principales componentes de la cultura afroamericana y de la herencia cultural estadounidense en general, reflejándose dicha importancia no solo en estudios universitarios sino también en películas como Sounder, The Blues Brothers, Crossroads y O Brother, Where Art Thou? (película en la que aparece caracterizado, con ciertas licencias, el guitarrista de blues Robert Johnson). Las películas de The Blues Brothers, en las cuales se entremezclan varios géneros musicales relacionados con el blues como el rhythm & blues o el zydeco, han tenido un gran impacto en la imagen de la música blues (a pesar de que la música de la película más famosa, la primera, es principalmente rhythm and blues); así mismo, dichas películas promocionaron la canción de blues tradicional «Sweet Home Chicago», valiéndose de la versión más conocida atribuida a Robert Johnson, al estatus de himno no oficial de la ciudad de Chicago.
En el año 2003, Martin Scorsese realizó un esfuerzo importante para promocionar el blues, solicitando a directores de cine famosos, como Clint Eastwood y Wim Wenders, que participaran en una serie de películas denominadas The Blues. Scorsese también participó en un tributo a los artistas más importantes del blues a través de la edición de varios discos compactos de música.

### Material adicional
- Oliver, Paul (1998). The Story Of The Blues (new edition edición). Northeastern University Press. pp. 212 páginas. ISBN 1-55553-355-8.
- Palmer, Robert (1981). Deep Blues. Viking. pp. 310 páginas. ISBN 0-670-49511-5.
- Rowe, Mike (1973). Chicago Breakdown. Eddison Press. pp. 226 páginas. ISBN 0-85649-015-6.
- Titon, Jeff Todd (1994). Early Downhome Blues: a Musical and Cultural Analysis (Segunda edición edición). University of North Carolina Press. pp. 318 páginas. ISBN 0-8078-4482-9.